# Hans Aichele
Hans Aichele (Baden, 2 novembre 1911 – 1948) è stato un bobbista svizzero.

## Biografia
Ai IV Giochi olimpici invernali (edizione disputatasi nel 1936 a Garmisch-Partenkirchen, Germania) vinse la medaglia d'argento nel Bob a 4 con i connazionali Reto Capadrutt, Fritz Feierabend e Hans Bütikofer partecipando per la Svizzera I, superando la nazionale britannica (bronzo). Meglio di loro la Svizzera II (medaglia d'oro).
Il tempo totalizzato fu di 5:22,73, poco più rispetto ai britannici con 5:23,41 (mentre l'altra nazionale svizzera percorse il tragitto in 5:19,85.)
Vinse la medaglia di bronzo ai campionati mondiali del 1937 nel bob a due.